# 소니 에릭슨 엑스페리아 X1
소니 에릭슨 엑스페리아 X1(Sony Ericsson XPERIA X1)은 소니 에릭슨에서 출시한 윈도 모바일 기반 스마트폰이다. 2008 모바일 월드 콩그레스(2008 Mobile World Congress)에서 처음 발표하였으며, 대한민국에서는 2009년 3월 25일 SK텔레콤을 통해 출시되었다.

## 특징
기본적으로 윈도우 모바일 6.1 프로페셔널이 탑재되어 출시되었으나 비공식적으로 윈도우 모바일 6.5 프로페셔널의 설치가 가능하다. 또한 xda-developers 등에서 포팅한 안드로이드 (1.5~4.0)를 설치, 사용할 수 있다.

## 같이 보기
- 융합기술